# Список постачання зброї та обладнання волонтерами в Україну під час російського вторгнення
У таблицях позначена техніка та обладнання тримані Україною від волонтерів (та інших недержавних джерел), згідно інформації яка є у відкритих джерелах під час російського вторгнення в Україну. У переліку не вказані комерційні малі БпЛА. Згідно дослідження опублікованого 29 травня 2023 року, за час повномасштабного вторгнення загальна сума донатів з 24 лютого 2022 року на допомогу ЗСУ та різні гуманітарні ініціативи склала 98.9 млрд грн.

## Перелік
Станом на травень 2023 в Україну відбулося або триває постачання такої кількості захисного та гуманітарного обладнання (мінімальна оцінка):

### Авіація та БпЛА
| назва | назва                                    | тип                                    | к-ть | подробиці |
| --- | ---------------------------------------- | -------------------------------------- | ---- | --- |
| Литва | Bayraktar TB2                            | ударний БпЛА                           | 1    | 02.06.22 волонтерами Литви були зібрані кошти на БпЛА |
| Україна | MBB Bo 105                               | гелікоптер                             | 1    | 20.06.22 був придбаний українським бізнесменом і переданий у ЗСУ |
| Україна | PD-2 (2 комплекси по 2 БпЛА)             | багатоцільовий БпЛА                    | 20   | 24.06.22 було оголошено про придбання фондом «Повернись живим» |
| Україна | Лелека-100 (в 1 комплексі 2 БпЛА)        | розвідувальний БпЛА                    | 25   | 07.07.22 було оголошено про придбання фондом «Повернись живим» |
| Польща | Bayraktar TB2                            | ударний БпЛА                           | 1    | 13.07.22 стало відомо про початок збору коштів волонтерами |
| Україна | Autel EVO II 640T Dual                   | розвідувальний БпЛА                    | 50   | 15.07.22 стало відомо про постачання 350 БпЛА волонтерами |
| Україна | Autel EVO Lite+                          | розвідувальний БпЛА                    | 300  | 15.07.22 стало відомо про постачання 350 БпЛА волонтерами |
| Норвегія | Bayraktar TB2                            | ударний БпЛА                           | 1    | 18.07.22 стало відомо про початок збору коштів волонтерами |
| Канада | Bayraktar TB2                            | ударний БпЛА                           | 1    | 19.07.22 стало відомо про початок збору коштів волонтерами |
| Україна | Bayraktar TB2                            | ударний БпЛА                           | 3    | фонд «Повернись живим» придбав 1 комплекс 26.07.22 |
| Польща | Мі-2АМ-1                                 | гелікоптер                             | 3    | 28.07.22 у Польщі розпочали збір коштів на три евакуаційних гелікоптери для України                                                                                  |
| Україна | H10 Poseidon Mk II (1 комплекс з 3 БпЛА) | розвідувальний БпЛА                    | 3    | 31.07.22 стало відомо про придбання волонтерами одного комплексу |
| Україна | Fly Eye                                  | розвідувальний БпЛА                    | 20   | 03.08.22 стало відомо про постачання волонтерами БпЛА |
| Україна | Warmate                                  | баражуючий боєприпас                   | 20   | 03.08.22 стало відомо про постачання волонтерами БпЛА |
| Україна | Мі-2АМ-1                                 | гелікоптер                             | 1    | 04.08.22 на кошти, зібрані через платформу UNITED24, вперше придбали гелікоптер Мі-2АМ-1                                                                             |
| Латвія | Atlas Aerospace                          | розвідувальний БпЛА                    | 15   | 16.08.22 був розпочатий збір коштів на БпЛА |
| Україна | Фурія                                    | розвідувальний БпЛА                    | 3    | 18.08.22 стало відомо про передачу |
| Україна | Фурія                                    | розвідувальний БпЛА                    | 12   | 25.08.22 стало відомо про передачу БпЛА |
| Україна | Warmate                                  | баражуючий боєприпас                   | 20   | 07.09.22 стало відомо про придбання БпЛА волонтерами |
| Україна | H10 Poseidon Mk II (1 комплекс з 3 БпЛА) | розвідувальний БпЛА                    | 6    | 17.09.22 стало відомо про постачання БпЛА волонтерами |
| Україна | розвідувальний БпЛА                      | розвідувальний БпЛА                    | 16   | 30.09.22 стало відомо про постачання |
| Україна | СКІФ                                     | розвідувальний БпЛА                    | 3    | 05.10.22 стало відомо про постачання БпЛА волонтерами |
| Україна | Шарк                                     | розвідувальний БпЛА                    | 75   | 01.11.22 стало відомо про початок збору коштів |
| Україна | QBOND888                                 | розвідувальний БпЛА                    | 3    | про збір коштів волонтерами стало відомо 02.12.22 |
| Україна | баражуючий боєприпас                     | баражуючий боєприпас                   | 142  | 11.01.23 стало відомо про постачання волонтерами |
| Україна | H10 Poseidon Mk II (1 комплекс з 3 БпЛА) | розвідувальний БпЛА                    | 40   | 14.01.23 стало відомо про постачання трьох комплексів (9 БпЛА) |
| Україна | Raider                                   | розвідувальний БпЛА                    | —    | 21.01.23 стало відомо про постачання |
| Туреччина | Bayraktar TB2                            | ударний БпЛА                           | 2    | 25.01.23 стало відомо що компанія Baykar безкоштовно передалa для допомоги Збройним силам 2 безпілотники Bayraktar TB2                                               |
| Польща | Bayraktar TB2                            | ударний БпЛА                           | 1    | 26.01.23 стало відомо про постачання волонтерами |
| Україна | PD-2 (в 1 комплексі 2 БпЛА)              | розвідувальний БпЛА                    | 1    | 06.02.23 стало відомо що представники IT-компанії передали військовим 103-ї бригади тероборони безпілотний авіаційний комплекс «Мара»                                |
| Україна | PD-2 (1 комплекс з 2 БпЛА)               | багатоцільовий БпЛА                    | 2    | 10.02.23 стало відомо про постачання |
| Україна | БПАК «Гор»                               | розвідувальний БпЛА                    | —    | 11.02.23 помічено в Україні |
| Україна | АСУ-1 «Валькірія»                        | розвідувальний БпЛА                    | 5    | 05.03.23 стало відомо про постачання благодійним фондом Сергія Притули військових у підрозділі Kraken, ДПСУ та 15, 53, 77 бригадах                                   |
| Україна | H10 Poseidon Mk II (1 комплекс з 3 БпЛА) | розвідувальний БпЛА                    | 2    | 07.03.23 стало відомо про придбання волонтерами двох комплексів |
| Україна | PD-2 (в 1 комплексі 2 БпЛА)              | розвідувальний БпЛА                    | 2    | 10.05.23 стало відомо про постачання фондом «Повернись живим» |
| Україна | Лелека-100 (в 1 комплексі 2 БпЛА)        | розвідувальний БпЛА                    | 1    | 23.05.23 безпілотний комплекс отримали бійці 22-ї окремої механізованої бригади Сухопутних військ від фонду «Повернись живим»                                        |
| Україна | PD-2 (в 1 комплексі 2 БпЛА)              | розвідувальний БпЛА                    | 1    | 25.05.23 стало відомо про постачання фондом «Повернись живим» |
| Україна | АСУ-1 «Валькірія»                        | розвідувальний БпЛА                    | 6    | 08.06.23 стало відомо про постачання фондом Петра Порошенка |
| Україна | EOS C VTOL                               | розвідувальний БпЛА                    | 7    | 22.06.23 стало відомо про плани постачання від фонду Сергія Притули                                                                                                  |
| Україна | БПАК «Сич»                               | розвідувальний БпЛА                    | —    | 22.07.23 фонд «Повернись живим» передав ГУР МО вітчизняний безпілотний розвідувальний авіаційний комплекс                                                            |
| Україна | Шарк (1 комплекс з 2 БпЛА)               | розвідувальний БпЛА                    | 75   | 26.07.23 стало відомо про постачання фондом «Повернись живим» спільно з компанією «OKKO»                                                                             |
| Україна | «Бобер»                                  | баражуючий боєприпас                   | —    | 30.07.23 стало відомо про постачання благодійним фонду Сергія Притули                                                                                                |
| Україна | PD-2 (в 1 комплексі 2 БпЛА)              | розвідувальний БПЛА                    | —    | 31.07.23 стало відомо про постачання фондом «Повернись живим» |
| Україна | АСУ-1 «Валькірія»                        | розвідувальний БПЛА                    | —    | 04.08.23 фонд «Повернись живим» передав одному з підрозділів ГУР МО безпілотний авіаційний комплекс «Валькірія»                                                      |
| Україна | Шарк (1 комплекс з 2 БпЛА)               | розвідувальний БПЛА                    | 5    | 14.08.23 стало відомо що аеророзвідка пʼяти артилерійських бригад Збройних сил України отримала 5 безпілотних комплексів Shark                                       |
| Україна | Лелека-100 (в 1 комплексі 2 БпЛА)        | розвідувальний БПЛА                    | 0/10 | 30.08.23 стало відомо що фонд «Повернись живим» розпочинає збір на безпілотники Лелека-100                                                                           |
| Україна | Punisher GEN III                         | багатоцільовий БпЛА                    | 50   | 06.09.23 омпанія COSMOLOT відзвітувала про передачу БпЛА Punisher ЗСУ                                                                                                |
| Україна | АСУ-1 «Валькірія»                        | розвідувальний БпЛА                    | —    | 08.09.23 стало відомо що благодійники передали Збройним силам партію техніки та безпілотників                                                                        |
| Україна | H10 Poseidon Mk II (1 комплекс з 3 БпЛА) | розвідувальний БпЛА                    | —    | 08.09.23 стало відомо що благодійники передали Збройним силам партію техніки та безпілотників                                                                        |
| Україна | Щедрик                                   | розвідувальний БпЛА                    | —    | 01.10.23 стало відомо що вінницькі волонтери передали партію розвідувальних дронів «Щедрик»                                                                          |
| Україна | PD-2 (в 1 комплексі 2 БпЛА)              | розвідувальний БпЛА                    | 1    | 10.10.23 стало відомо що фонд «Повернись живим» передав БпЛА центру спеціальних операцій «А» СБУ                                                                     |
| Україна | Aero L-39 Albatros                       | навчально-бойовий літак                | 1    | 12.10.23 стало відомо що український підприємець передав ЗСУ свій власний літак                                                                                      |
| Україна | PD-2 (в 1 комплексі 2 БпЛА)              | розвідувальний БпЛА                    | 3    | 18.10.23 фонд «Повернись живим» передав бійцям ГУР МО шість розвідувальних безпілотників «Лелека-100»                                                                |
| Україна | EOS C VTOL                               | розвідувальний БпЛА                    | 2    | 20.10.23 ГУР МО отримало від фонду Сергія Притули два безпілотники EOS C03 VTOL                                                                                      |
| Україна | PD-2 (в 1 комплексі 2 БпЛА)              | розвідувальний БпЛА                    | 1    | 24.10.23 Фонд допомоги армії «Повернись живим» передав Збройним Силам України розвідувальний безпілотний авіаційний комплекс PD-2                                    |
| Україна | H10 Poseidon Mk II (1 комплекс з 3 БпЛА) | розвідувальний БпЛА                    | 2    | 14.12.23 стало відомо про передачу |
| 20.12.23 стало відомо що чеські військові збиратимуть гроші на придбання 10 тисяч FPV-дронів для ЗСУ                               |                                          |                                        |      | |
| Україна | Лелека-100 (в 1 комплексі 2 БпЛА)        | розвідувальний БпЛА                    | —    | 01.01.24 стало відомо про постачання |
| Україна | PD-2 (в 1 комплексі 2 БпЛА)              | розвідувальний БпЛА                    | 1    | 07.01.24 фонд «Повернись живим» передав до складу 92-ї окремої штурмової бригади безпілотний комплекс PD-2                                                           |
| Україна | БпЛА                                     | БпЛА                                   | —    | 18.01.23 стало відомо що у рамках спільного проєкту фонду допомоги армії «Повернись живим» і «Телебачення Торонто», дві бригади армійської авіації ЗСУ отримали БпЛА |
| — | RQ-35 Heidrun                            | розвідувальний БпЛА                    | 15   | 24.01.24 стало відомо що Марк Гемілл допоміг зібрати гроші на безпілотники RQ-35 Heidrun, які вже прибули до України                                                 |
| Україна | PD-2 (в 1 комплексі 2 БпЛА)              | розвідувальний БпЛА                    | 1    | 05.02.24 фонд «Повернись живим» передав розвідувальному підрозділу морської піхоти безпілотний комплекс PD-2                                                         |
| Україна | Лелека-100 (в 1 комплексі 2 БпЛА)        | розвідувальний БпЛА                    | 2    | 05.02.24 фонд Порошенка передав військовим два безпілотних комплекси «Лелека-100»                                                                                    |
| Україна | Лелека-100 (в 1 комплексі 2 БпЛА)        | розвідувальний БпЛА                    | 2    | 09.02.24 стало відомо що у січні військові 80 ОДШБр та 81 ОАеМБр отримали БпЛА                                                                                       |
| Україна | PD-2 (в 1 комплексі 2 БпЛА)              | розвідувальний БпЛА                    | 1    | 21.02.24 українським розвідникам передали комплекс PD-2 з мобільним пунктом управління                                                                               |
| 24.02.24 народний депутат України Петро Порошенко передав українським військовим 1000 дронів (900 FPV-дронів та 100 інших моделей) |                                          |                                        |      | |
| Україна | Mini Shark                               | багатоцільовий БпЛА                    | 0/40 | у рамках збору від фонду «Повернись живим» та компанія ОККО для десантно-штурмових військ що розпочався 1 лютого 2024                                                |
| Україна | EOS C VTOL                               | розвідувальний БпЛА                    | 2    | 24.04.24 Головне управління розвідки Міноборони України отримало від фонду Сергія Притули безпілотники EOS C03 VTOL                                                  |
| Україна | PD-2 (в 1 комплексі 2 БпЛА)              | розвідувальний БпЛА                    | 1    | 22.05.25 Фонд компетентної допомоги «Повернись живим» передав спецпризначенцям Служби безпеки України безпілотний оперативно-тактичний розвідувальний комплекс       |
| Україна | Лелека-100 (окремий БпЛА)                | розвідувальний БпЛА                    | 12   | 23.05.25 громада Львова передала дюжину розвідувальних безпілотників «Лелека-100» та інше обладнання для бійців 45 артбригади                                        |
| Україна | Darts                                    | баражуючий боєприпас                   | 60   | 03.06.24 українським бригадам відправили партію з 60 ударних безпілотників DARTS                                                                                     |
| 05.06.24 благодійники передали двом бригадам Десантно-штурмових військ комплекси розвідки та знищення «Пульстрон»                  |                                          |                                        |      | |
| 06.06.24 гурт Kozak System передав військовим 1000 FPV-дронів                                                                      |                                          |                                        |      | |
| Україна | «Перун»                                  | баражуючий боєприпас                   | 5    | 21.06.24 благодійний фонд Сергія Притули передав Службі безпеки України партію ударних дронів «Перун»                                                                |
| Україна | «Сич»                                    | розвідувальний БпЛА                    | 10   | 19.07.24 благодійний фонд Сергія Притули передав Головному управлінню розвідки Міноборони України партію вітчизняних безпілотників «Сич»                             |
| Україна | Darts                                    | баражуючий боєприпас                   | —    | 30.08.24 фонд допомоги армії «Повернись живим» спільно з мережею аптек «АНЦ» придбали для військових розвідувальні та ударні дрони                                   |
| Україна | БпАК «Гор»                               | розвідувальний БпЛА                    | —    | 30.08.24 воїни 3 ОТБр отримали безпілотний авіаційний розвідувальний комплекс «Гор» від фонду Сергія Притули                                                         |
| Україна | АСУ-1 «Валькірія»                        | розвідувальний БпЛА                    | 4    | 02.10.24 оборонці Харківщини отримали 4 безпілотні комплекси від фонду Сергія Притули                                                                                |
| Україна | Mini Shark                               | розвідувальний БпЛА                    | —    | 10.10.24 воїни 421-го окремого батальйону безпілотних систем ДШВ ЗСУ отримали комплекси Mini Shark від фонду «Повернись живим»                                       |
| Україна | Shark (1 комплекс з 2 БпЛА)              | розвідувальний БпЛА                    | —    | 13.10.24 благодійний фонд KOLO передав на потреби 92-ї окремої штурмової бригади розвідувальний БпЛА Shark                                                           |
| Україна | баражуючий боєприпас                     | баражуючий боєприпас                   | —    | 20.10.24 фонд «Повернись живим» передав бригаді «Чорний ліс» баражуючі боєприпаси українського виробництва                                                           |
| Україна | Darts                                    | баражуючий боєприпас                   | 27   | 25.10.14 воїни 28 ОМБр отримали ударні дрони Darts завдяки донату співробітників аптеки «Подорожник»                                                                 |
| 27.10.24 благодійний фонд Повернись Живим в рамках проєкту «Дронопад» передав військовим БпЛА перехоплювачі літакового типу        |                                          |                                        |      | |
| Україна | Darts                                    | баражуючий боєприпас                   | 343  | 28.10.24 фонд Сергія Притули передав українським військовим 343 дрони-камікадзе Darts закуплених в рамках збору «В Яблучко»                                          |
| Україна | «Сич»                                    | розвідувальний БпЛА                    | 12   | 18.11.24 українські військові отримали 12 БпЛА «Сич» від благодійного фонду KOLO                                                                                     |
| Україна | Darts                                    | баражуючий боєприпас                   | 0/42 | 03.12.24 стартував збір від фонду Сергія Притули спільно з мережею АЗК WOG та компанією WINNER                                                                       |
| Україна | Mini Shark                               | розвідувальний БпЛА                    | 4    | 13.12.24 благодійники передали СОУ БПЛА Shark |
| Україна | Shark (1 комплекс з 2 БпЛА)              | розвідувальний БпЛА                    | 4    | 13.12.24 благодійники передали СОУ БПЛА Shark |
| Україна | H10 Poseidon Mk II (1 комплекс з 3 БпЛА) | розвідувальний БпЛА                    | 6    | 24.12.24 стало відомо про передачу техніки від Петра Порошенка |
| США | Hazard                                   | розвідувальний БпЛА                    | 1    | 02.01.25 стало відомо про передачу БпЛА для ГУР МО України |
| Україна | Darts                                    | баражуючий боєприпас                   | 100  | 08.01.25 воїни 58-ї бригади отримали 100 ударних дронів Darts від фонду KOLO                                                                                         |
| Україна | Shark (1 комплекс з 2 БпЛА)              | розвідувальний БпЛА                    | 3    | 28.01.25 14 окремий полк БпАК отримав три розвідувальні безпілотники Shark від фонду «Повернись живим»                                                               |
| Україна | Darts                                    | баражуючий боєприпас                   | 100  | 28.01.25 розвідники ВМС ЗСУ отримали 100 ударних дронів Darts від благодійників                                                                                      |
| Україна | Darts                                    | баражуючий боєприпас                   | 42   | 11.02.25 благодійний фонд Сергія Притули передав дрони в рамках проєкту «Блискавки ССО»                                                                              |
| — | Sikorsky S-76A                           | гелікоптер                             | 1    | 16.04.25 Санітарна авіація ГУР МО отримала гелікоптер Sikorsky S-76A від благодійників                                                                               |
| Україна | Shark-М (1 комплекс з 2 БпЛА)            | розвідувальний БпЛА                    | 30   | 22.04.25 українські оборонці отримали 30 безпілотників Shark-M від благодійного фонду KOLO                                                                           |
| Україна | «Сич»                                    | розвідувальний БпЛА                    | 15   | 14.05.25 eкраїнські оборонці отримали 15 БпЛА «Сич» від фонду KOLO                                                                                                   |
| Україна | мобільні комплекси обслуговування F-16   | мобільні комплекси обслуговування F-16 | —    | 22.07.25 фонд «Повернись живим» передав військовим мобільні комплекси обслуговування F-16                                                                            |
| Україна | Shark (1 комплекс з 2 БпЛА)              | розвідувальний БпЛА                    | 22   | 26.07.25 благодійний фонд KOLO передав оборонцям розвідрони Shark |

### Артилерія та протитанкова зброя
| назва   | назва                         | тип                               | к-ть | подробиці |
| ------- | ----------------------------- | --------------------------------- | ---- | --- |
| Україна | —                             | 120-мм міномет                    | 186  | 24.12.22 стало відомо про збір коштів фондом «Повернись живим»                                                                     |
| Чехія   | RM-70                         | реактивна система залпового вогню | 1    | 20.02.23 стало відомо про початок збору коштів волонтерами                                                                         |
| Україна | —                             | 120-мм міномет                    | —    | 01.08.23 118 ОБрТрО отримала міномети від фонду «Повернись живим»                                                                  |
| Україна | 82-мм міномет                 | 82-мм міномет                     | 53   | благодійний фонд «Повернись Живим» передав 53 82-мм міномети пʼяти бригадам сил територіальної оборони ЗСУ                         |
| Чехія   | RPG-75M                       | ручний гранатомет                 | 1000 | 23.10.23 стало відомо що волонтери з Чехії відкрили збір коштів на закупівлю 1000 гранатометів RPG-75M для українських Сил оборони |
| Україна | 82-мм міномет                 | 82-мм міномет                     | 300  | 11.12.23 стало відомо про постачання зброї в рамках ініціативи «ОКО ЗА ОКО 2»                                                      |
| Україна | 40-мм автоматичний гранатомет | 40-мм автоматичний гранатомет     | 100  | 11.12.23 стало відомо про постачання зброї в рамках ініціативи «ОКО ЗА ОКО 2»                                                      |
| Україна | 120-мм міномет                | 120-мм міномет                    | 8    | 20.02.24 видання «Українська правда» оплатило для військових вісім 120-мм мінометів                                                |
| Україна | Форт-600                      | ручний гранатомет                 | 884  | 23.04.24 фонд «Повернись живим» передав українським військовим 884 ручних однозарядних гранатометів Форт-600                       |
| Україна | 120-мм міномет                | 120-мм міномет                    | 6    | 29.04.24 фонд допомоги армії «Повернись живим» передав українським морським піхотинцям партію 120-мм мінометів                     |
| Україна | 120-мм міномет                | 120-мм міномет                    | 26   | 01.05.24 фонд «Повернись живим» передав ССО ЗСУ партію з 26 нових 120-мм мінометів                                                 |
| Україна | Форт-600                      | ручний гранатомет                 | 40   | 22.06.24 фонд «Повернись живим» передав партію гранатометів «Форт-600» бійцям 82 ОДШБр                                             |
| Україна | 82-мм міномет                 | 82-мм міномет                     | 16   | 02.07.24 фонд допомоги армії «Повернись живим» передав Збройним Силам України партію українських мінометів                         |
| Україна | КБА-48М1                      | 82-мм міномет                     | —    | фонд допомоги армії «Повернись живим» передав партію мінометів КБА-48М для 21 ОМБр                                                 |
| Україна | 120-мм міномет                | 120-мм міномет                    | 32   | воїни підрозділів активних дій Головного управління розвідки Міноборони України отримали міномети від фонду «Повернись живим»      |
| Україна | 120-мм міномет                | 120-мм міномет                    | 8    | 23.01.25 22 ОМБр отримала міномети і вантажівки від фонду «Повернись живим»                                                        |
| Україна | 120-мм міномет                | 120-мм міномет                    | 6    | 39 ОБрБО отримала 120-мм міномети від фонду «Повернись живим»                                                                      |
| Україна | 120-мм міномет                | 120-мм міномет                    | 7    | фонд «Повернись живим» придбав для Черкаської тероборони партію з семи 120-мм мінометів                                            |
| Україна | АГС-17                        | 30-мм гранатомет                  | —    | 05.06.26 стало відомо про постачання гранатометів фондом «Повернись живим»                                                         |
| Україна | 82-мм міномет                 | 82-мм міномет                     | 10   | 23.06.25 благодійний фонд «Повернись живим» передав на потреби 22 ОМБр міномети                                                    |
| Україна | ATGL-L                        | ручний протитанковий гранатомет   | 70   | 07.08.25 фонд «Повернись живим» передав озброєння для 125 ОВМБр                                                                    |
| Україна | 120-мм міномет                | 120-мм міномет                    | 14   | 07.08.25 фонд «Повернись живим» передав озброєння для 125 ОВМБр                                                                    |

### Танки
| назва      | назва                     | тип                       | к-ть | подробиці                                                                                                 |
| ---------- | ------------------------- | ------------------------- | ---- | --- |
| Чехія      | T-72M                     | основний бойовий танк     | 1    | 03.10.22 стало відомо про зібрання коштів чеськими волонтерами                                            |
| Словаччина | T-72M1                    | основний бойовий танк     | 1    | 04.05.23 стало відомо про збір коштів словацькими волонтерами                                             |
| Україна    | протимінний трал до танку | протимінний трал до танку | 0/10 | 29.08.23 стало відомо про початок збору коштів благодійним фондом Сергія Притули на 10 протимінних тралів |

### Бронетехніка
| назва   | назва                           | тип                                    | к-ть | подробиці |
| ------- | ------------------------------- | -------------------------------------- | ---- | --- |
| Україна | КрАЗ «Спартан»                  | бронеавтомобіль                        | —    | 02.03.22 стало відомо що АвтоКрАЗ безплатно передав броньовані машини «Спартан» і «Шрек»                                                            |
| Україна | КрАЗ «Шрек»                     | бронеавтомобіль                        | —    | 02.03.22 стало відомо що АвтоКрАЗ безплатно передав броньовані машини «Спартан» і «Шрек»                                                            |
| Україна | Land Rover Defender             | бронеавтомобіль                        | 500  | броньовані автомобілі були придбані за кошти Fintech Development LLC 23.04.22                                                                       |
| Україна | Iveco VM 90                     | бронеавтомобіль                        | 1    | 02.07.22 стало відомо про постачання волонтером |
| Україна | MLS Shield                      | бронеавтомобіль                        | 11   | про придбання стало відомо 04.07.22 |
| США     | HMMWV                           | бронеавтомобіль                        | 2    | 03.08.22 стало відомо про передачу бронеавтомобілів волонтером                                                                                      |
| Україна | LC79 APC-SH Fighter 2           | бронеавтомобіль                        | 11   | 08.09.22 стало відомо про постачання волонтерами |
| Україна | Land Rover Defender             | бронеавтомобіль                        | 93   | 16.12.22 стало відомо про передачу волонтеркою 93 одиниці техніки                                                                                   |
| Україна | Pinzgauer Vector 718            | бронеавтомобіль                        | 93   | 16.12.22 стало відомо про передачу волонтеркою 93 одиниці техніки                                                                                   |
| Україна | Ferret Mk 1                     | бронеавтомобіль                        | 93   | 16.12.22 стало відомо про передачу волонтеркою 93 одиниці техніки                                                                                   |
| Україна | OT-64 SKOT                      | бронетранспортер                       | 1    | 06.02.23 стало відомо про постачання волонтерським штабом львівського «Пласту» та волонтеркою                                                       |
| Україна | Iveco VM 90Р                    | бронеавтомобіль                        | 1    | 20.03.23 стало відомо про постачання волонтерами |
| Україна | UAT-T COBRA                     | бронеавтомобіль                        | 1    | 21.04.23 стало відомо про передачу машини волонтерами для 204-го окремого батальйону територіальної оборони                                         |
| Україна | FV103 Spartan                   | бронетранспортер                       | 155  | 26.04.23 стало відомо про постачання 155 бронемашин від волонтерів, з яких 101 від фонду Сергія Притули, 40 від СКУ та 14 від фонду Петра Порошенка |
| Україна | FV104 Samaritan                 | бронетранспортер медичної евакуації    | 155  | 26.04.23 стало відомо про постачання 155 бронемашин від волонтерів, з яких 101 від фонду Сергія Притули, 40 від СКУ та 14 від фонду Петра Порошенка |
| Україна | FV105 Sultan                    | командно-штабна машина                 | 155  | 26.04.23 стало відомо про постачання 155 бронемашин від волонтерів, з яких 101 від фонду Сергія Притули, 40 від СКУ та 14 від фонду Петра Порошенка |
| Україна | FV106 Samson                    | броньована ремонтно-евакуаційна машина | 155  | 26.04.23 стало відомо про постачання 155 бронемашин від волонтерів, з яких 101 від фонду Сергія Притули, 40 від СКУ та 14 від фонду Петра Порошенка |
| Україна | FV432 Bulldog                   | бронетранспортер                       | 155  | 26.04.23 стало відомо про постачання 155 бронемашин від волонтерів, з яких 101 від фонду Сергія Притули, 40 від СКУ та 14 від фонду Петра Порошенка |
| Україна | FV434                           | бронетранспортер                       | 155  | 26.04.23 стало відомо про постачання 155 бронемашин від волонтерів, з яких 101 від фонду Сергія Притули, 40 від СКУ та 14 від фонду Петра Порошенка |
| Україна | Alvis Stormer                   | бронеавтомобіль                        | 155  | 26.04.23 стало відомо про постачання 155 бронемашин від волонтерів, з яких 101 від фонду Сергія Притули, 40 від СКУ та 14 від фонду Петра Порошенка |
| Україна | Shielder                        | міноукладач                            | 155  | 26.04.23 стало відомо про постачання 155 бронемашин від волонтерів, з яких 101 від фонду Сергія Притули, 40 від СКУ та 14 від фонду Петра Порошенка |
| Чехія   | HMMWV                           | бронеавтомобіль                        | 3    | 28.04.23 стало відомо про постачання чеськими волонтерами                                                                                           |
| Україна | FV103 Spartan                   | бронетранспортер                       | 40   | 20.07.23 стало відомо про постачання від волонтерів                                                                                                 |
| Україна | КрАЗ «Спартан»                  | бронеавтомобіль                        | 1    | 03.08.23 стало відомо що фонд «Повернись живим» придбав бронеавтомобіль для механізованої бригади                                                   |
| Україна | M113                            | бронетранспортер                       | 50   | 02.09.23 стало відомо що українські енергокомпанії придбали для прикордонників 50 БТР M113                                                          |
| Україна | броньований Land Rover Defender | бронеавтомобіль                        | 2    | 15.09.23 стало відомо що благодійники передали ДСНС Херсонської області дві переобладнані автівки Land Rover Defender                               |
| Україна | Land Rover Snatch               | бронеавтомобіль                        | 30   | 07.11.23 стало відомо що фонд Сергія Притули закупив 40 одиниць броньованої техніки британського виробництва                                        |
| Україна | FV432 Bulldog                   | бронетранспортер                       | 4    | 07.11.23 стало відомо що фонд Сергія Притули закупив 40 одиниць броньованої техніки британського виробництва                                        |
| Україна | FV434                           | броньована ремонтно-евакуаційна машина | 4    | 07.11.23 стало відомо що фонд Сергія Притули закупив 40 одиниць броньованої техніки британського виробництва                                        |
| Україна | FV105 Sultan                    | командно-штабна машина                 | 1    | 07.11.23 стало відомо що фонд Сергія Притули закупив 40 одиниць броньованої техніки британського виробництва                                        |
| Україна | FV103 Spartan                   | бронетранспортер                       | 1    | 07.11.23 стало відомо що фонд Сергія Притули закупив 40 одиниць броньованої техніки британського виробництва                                        |
| Україна | ТБКМ «Дозор-Б»                  | бронеавтомобіль                        | 2    | 17.12.23 стало відомо що голова Харківської ОВА і народний депутат передали розвідникам ГУР МО дві бронемашини                                      |
| Україна | M113                            | бронетранспортер                       | 27   | 18.12.23 стало відомо що Національній гвардії України передали 27 гусеничних бронетранспортерів M113 від ініціативи United24                        |
| —       | Grizzly                         | MRAP                                   | 1    | 29.04.24 стало відомо про постачання волонтерами |
| Україна | FV432                           | бронетранспортер                       | 15   | 23.05.24 стало відомо що у Великій Британії для «Азова» готують до відправки 17 британських гусеничних бронемашин, 16.07.24 доставлені              |
| Україна | FV434                           | броньована ремонтна машина             | 2    | 23.05.24 стало відомо що у Великій Британії для «Азова» готують до відправки 17 британських гусеничних бронемашин, 16.07.24 доставлені              |
| —       | HMMWV                           | бронеавтомобіль                        | 40   | 05.08.24 стало відомо що фонд «Help Heroes Of Ukraine» передав українським захисникам 40 американських багатоцільових автомобілів HMMWV             |
|         | FV434                           | броньована ремонтно-евакуаційна машина | 1    | 26.08.24 воїни 100-ї окремої механізованої бригади отримали ремонтно-евакуаційну машину FV434 від фонду Сергія Притули                              |
| США     | HMMWV                           | бронеавтомобіль                        | 3    | 23.11.24 благодійники доставили зі Сполучених Штатів позашляховики HMMWV для бригади «АЗОВ»                                                         |
| США     | HMMWV                           | бронеавтомобіль                        | 1    | 02.01.25 стало відомо про передачу HMMWV для ГУР МО України                                                                                         |

### Стрілецька зброя, боєприпаси та польове спорядження
| назва   | назва                    | тип                      | к-ть | подробиці |
| ------- | ------------------------ | ------------------------ | ---- | --- |
| Україна | ПГОФ-40                  | граната                  | —    | 20.06.23 стало відомо про постачання фондом Петра Порошенка                                                                     |
| Україна | 12.7-мм кулемет          | 12.7-мм кулемет          | 200  | 11.08.23 стало відомо що фонд «Повернись живим» передав бригадам тероборони 200 12.7-мм кулеметів                               |
| Україна | великокаліберний кулемет | великокаліберний кулемет | 200  | 11.12.23 стало відомо про постачання зброї в рамках ініціативи «ОКО ЗА ОКО 2»                                                   |
| Україна | FN Minimi                | ручний кулемет           | —    | 17.08.14 українські морські піхотинці отримали партію ручних кулеметів FN Minimi від фонду «Повернись живим» та НЕК «Укренерго» |
| Україна | FN Minimi                | ручний кулемет           | 30   | 12.08.24 бійці 126 ОБрТрО отримали партію бельгійських кулеметів FN Minimi, придбаних фондом «Повернись живим»                  |
| Україна | ШаБля                    | автоматична турель       | 25   | 30.10.24 благодійний фонд Сергія Притули передав українським військовим партію турелей                                          |
| Україна | FN Minimi                | ручний кулемет           | 150  | 21.03.25 фонд «Повернись живим» передав українським оборонцям ручні кулемети                                                    |
| Україна | MG-1M                    | кулемет                  | 15   | 12.08.25 фонд «Повернись живим» передав 47 ОМБр «Маґура» кулемети                                                               |

### Автотранспорт
За інформацією ДМС, з початку повномасштабного вторгнення до України ввезли понад 60 000 транспортних засобів для потреб ЗСУ, благодійних фондів та громадських організацій станом на 19.12.22. Станом на лютий 2024 року відомо про щонайменше 663 авто Mitsubishi L200 та 492 авто Peugeot Landtrek що були передані до ЗСУ від фонду «Повернись живим», а також 1493 одиниці транспорту від фонду Сергія Притули.

#### Важка і спеціальна автотехніка
| назва      | назва              | тип                                         | к-ть    | подробиці                                                                                          |
| ---------- | ------------------ | ------------------------------------------- | ------- | -------------------------------------------------------------------------------------------------- |
| Україна    | Leyland DAF 45.150 | вантажівка підйомністю до 4 т               | 105/290 | 29.06.22 стало відомо про постачання фондом П. Порошенка та ГО «Справа Громад»                     |
| Україна    | Leyland DAF 45.150 | мобільна ремонтна станція                   | 10      | 12.04.23 стало відомо обладнання десяти ремонтних станцій із раніше переданих вантажівок           |
| Нідерланди | Unimog             | вантажівка                                  | 2       | 09.08.22 було придбано другу вантажівку волонтерами                                                |
| Україна    | Iveco M170         | вантажівка підйомністю до 10 т              | 6       | 01.09.22 стало відомо про передачу волонтерами                                                     |
| Україна    | Volvo FH           | вантажний тягач з тралом                    | 1       | 06.10.22 військовим передали вантажівку Volvo FH з тралом                                          |
| Україна    | Oshkosh M1070      | вантажний тягач підйомністю до 70 т         | 1       | 06.10.22 стало відомо про постачання фондом П. Порошенка та ГО «Справа Громад»                     |
| Україна    | Renault GBC 180    | вантажівка                                  | —       | 15.10.22 помічені в українських військових                                                         |
| Україна    | MAN KAT1           | вантажний тягач підйомністю до 15 т         | 2       | 22.10.22 стало відомо про постачання волонтерами                                                   |
| Україна    | Oshkosh M1070      | вантажний тягач підйомністю до 70 т         | 1       | 21.01.23 стало відомо про передачу фондом П. Порошенка та ГО «Справа Громад» бійцям 43-ї бригади   |
| Україна    | Iveco              | вантажівка                                  | 30      | 22.06.23 стало відомо про плани постачання від фонду Сергія Притули                                |
| Україна    | КрАЗ               | паливозаправник                             | 1       | 03.08.23 стало відомо що фонд «Повернись живим» придбав паливозаправник для механізованої бригади  |
| Україна    | MAN                | рухомий пункт управління на базі вантажівки | 4+      | 29.03.24 «Повернись живим» та «Нова пошта» передали командні пункти для ППО                        |
| Україна    | вантажівка         | вантажівка                                  | 6       | 06.04.24 народний депутат Петро Порошенко передав шість екскаваторів та вантажівку військовим      |
| Україна    | екскаватор         | екскаватор                                  | 1       | 06.04.24 народний депутат Петро Порошенко передав шість екскаваторів та вантажівку військовим      |
| Україна    | екскаватор         | екскаватор                                  | 3+      | 22.08.24 Петро Порошенко передав велику партію допомоги воїнам Сил оборони України                 |
| Україна    | Iveco Eurocargo    | вантажівка                                  | 42      | 10.09.24 прикордонники отримали 42 вантажівки, комплектуючі до БпЛА і засоби РЕБ від благодійників |
| Україна    | Leyland DAF 45.150 | вантажівка                                  | 1       | 23.10.24 Петро Порошенко передав Силам оборони нову партію різного обладнання на 46.5 млн гривень  |
| Україна    | екскаватор         | екскаватор                                  | 7       | 24.12.24 стало відомо про передачу техніки від Петра Порошенка                                     |
| Україна    | Iveco              | вантажівка                                  | 4       | 23.01.25 22 ОМБр отримала міномети і вантажівки від фонду «Повернись живим»                        |
| Україна    | екскаватор         | екскаватор                                  | 2+      | 27.06.25 Петро Порошенко передав для військових інженерну та бойову техніку                        |

#### Медична та рятувальна спецавтотехніка
| назва           | назва                                   | тип                                     | к-ть | подробиці |
| --------------- | --------------------------------------- | --------------------------------------- | ---- | --- |
| Нідерланди      | пожежний автомобіль                     | пожежний автомобіль                     | 7    | 04.05.22 стало відомо про постачання                                                                                             |
| Велика Британія | Mercedes-Benz                           | автомобіль швидкої допомоги             | 3    | про постачання стало відомо 04.12.22                                                                                             |
| Україна         | автомобіль швидкої допомоги             | автомобіль швидкої допомоги             | 1    | 07.12.22 стало відомо про придбання автомобіля волонтерами                                                                       |
| Україна         | автомобіль швидкої допомоги             | автомобіль швидкої допомоги             | 20   | 09.12.22 стало відомо про постачання мережею Епіцентр К                                                                          |
| Україна         | Mercedes-Benz                           | мобільний шпиталь                       | 1    | 11.12.22 стало відомо про постачання                                                                                             |
| Україна         | реанімобіль                             | реанімобіль                             | 10   | 27.12.22 стало відомо про постачання мережею Епіцентр К                                                                          |
| Нідерланди      | автомобіль швидкої допомоги             | автомобіль швидкої допомоги             | 128  | загальна кількість транспортних засобів яку надіслали волонтери на 24.01.23                                                      |
| Нідерланди      | пожежний автомобіль                     | пожежний автомобіль                     | 1    | загальна кількість транспортних засобів яку надіслали волонтери на 24.01.23                                                      |
| США             | Toyota 4x4 Land Cruiser                 | автомобіль швидкої допомоги             | 0/15 | 26.02.23 стало відомо про постачання                                                                                             |
| Туреччина       | автомобіль швидкої допомоги             | автомобіль швидкої допомоги             | 1    | 03.03.23 стало відомо про постачання                                                                                             |
| Азербайджан     | автомобіль швидкої допомоги             | автомобіль швидкої допомоги             | 1    | 03.03.23 стало відомо про постачання                                                                                             |
| Румунія         | броньований автобус медичної евакуації  | броньований автобус медичної евакуації  | 3    | 08.03.23 стало відомо про постачання                                                                                             |
| Румунія         | автомобіль швидкої допомоги             | автомобіль швидкої допомоги             | 5    | 08.03.23 стало відомо про постачання                                                                                             |
| Люксембург      | броньований автомобіль швидкої допомоги | броньований автомобіль швидкої допомоги | 14   | 12.03.23 стало відомо про постачання                                                                                             |
| Бельгія         | автомобіль швидкої допомоги             | автомобіль швидкої допомоги             | 12   | 18.03.23 стало відомо про постачання                                                                                             |
| Велика Британія | пожежний автомобіль                     | пожежний автомобіль                     | 1    | 26.05.23 стало відомо про постачання волонтером з Великої Британії                                                               |
| Норвегія        | автомобіль швидкої допомоги             | автомобіль швидкої допомоги             | 114  | 28.05.23 стало відомо про загальну кількість рятувальної техніки отриманою Україною від Norsk Ukrainsk brann- og ambulansestøtte |
| Норвегія        | пожежний автомобіль                     |                                         | 114  | 28.05.23 стало відомо про загальну кількість рятувальної техніки отриманою Україною від Norsk Ukrainsk brann- og ambulansestøtte |
| Норвегія        | спеціалізований напівпричіп             | спеціалізований напівпричіп             | 16   | 28.05.23 стало відомо про загальну кількість рятувальної техніки отриманою Україною від Norsk Ukrainsk brann- og ambulansestøtte |
| Україна         | автомобіль швидкої допомоги             | автомобіль швидкої допомоги             | 30   | 10.06.23 стало відомо що «Метінвест» передав медикам Збройних Сил України 30 автомобілів швидкої допомоги                        |
| Тайвань         | пожежний автомобіль                     | пожежний автомобіль                     | 6    | 30.06.23 тайванські волонтери передали спецтехніку для України                                                                   |
| Тайвань         | автомобіль швидкої допомоги             | автомобіль швидкої допомоги             | 20   | 30.06.23 тайванські волонтери передали спецтехніку для України                                                                   |
| —               | реанімобіль                             | реанімобіль                             | 6    | 23.09.24 благодійники з Бельгії та України передали на потреби Сил оборони України шість реанімобілів                            |

#### Легкова автотехніка
| назва           | назва                       | тип                             | к-ть | подробиці |
| --------------- | --------------------------- | ------------------------------- | ---- | --- |
| США             | Chevrolet Tahoe             | всюдихідний автомобіль          | 50   | 27.04.22 відбулася передача партії позашляховиків від General Motors |
| США             | Ford Ranger                 | всюдихідний автомобіль          | 50   | 27.04.22 відбулася передача партії позашляховиків від Ford Motor Company |
| Україна         | всюдихідний автомобіль      | всюдихідний автомобіль          | 100  | фонд «Повернись живим» придбав для військових 100 нових пікапів 28.06.22 |
| Україна         | Mitsubishi L200             | всюдихідний автомобіль          | 100  | 21.07.22 співвласники АТБ передали 100 автомобілів для ЗСУ |
| Україна         | всюдихідний автомобіль      | всюдихідний автомобіль          | 100  | група «Метінвест» передала автомобілі 21.07.22 |
| Україна         | Volkswagen T5               | мікроавтобус                    | 125  | перші 13 автівок придбані волонтерами 25.07.22 |
| Україна         | Toyota Hilux                | всюдихідний автомобіль          | 12   | 01.08.22 бійці 128 ОГШБр отримали від волонтерів 12 позашляховиків |
| Україна         | VOLS                        | багі                            | 30   | 31.08.22 стало відомо про передачу |
| Україна         | Mitsubishi L200             | всюдихідний автомобіль          | 104  | про передачу автомобілів фондом «Повернись живим» стало відомо 07.09.22 |
| Україна         | Peugeot Landtrek            | всюдихідний автомобіль          | 104  | про передачу автомобілів фондом «Повернись живим» стало відомо 07.09.22 |
| Україна         | Mitsubishi L200             | всюдихідний автомобіль          | 15   | 11.09.22 стало відомо про передачу фондом «Повернись живим» автомобілів бійцям 95-ої бригади                                                                                |
| Україна         | Mitsubishi L200             | всюдихідний автомобіль          | 10   | 20.09.22 стало відомо про передачу фондом «Повернись живим» автомобілів бійцям 81-ї бригади                                                                                 |
| Україна         | Mitsubishi L200             | всюдихідний автомобіль          | 10   | 21.09.22 стало відомо про передачу фондом «Повернись живим» автомобілів бійцям 92-ї бригади                                                                                 |
| США             | всюдихідний автомобіль      | всюдихідний автомобіль          | 100  | 28.09.22 стало відомо що українська діаспора з Чикаго закупила для військових України 100 пікапів                                                                           |
| Україна         | всюдихідний автомобіль      | всюдихідний автомобіль          | 120  | 07.10.22 стало відомо що Natus Vincere спільно з Акордбанком надали 120 авто для ЗСУ                                                                                        |
| Україна         | Mitsubishi L200             | всюдихідний автомобіль          | 40   | 30.10.22 стало відомо про постачання волонтерами |
| Велика Британія | всюдихідний автомобіль      | всюдихідний автомобіль          | 11   | 01.11.22 стало відомо про постачання авто казахською діаспорою Великобританії                                                                                               |
| Україна         | Mitsubishi L200             | всюдихідний автомобіль          | 9    | 07.12.22 стало відомо про передачу фондом «Повернись живим» автомобілів бійцям 56-ї бригади                                                                                 |
| Україна         | всюдихідний автомобіль      | всюдихідний автомобіль          | 93   | 24.12.22 стало відомо про збір коштів фондом «Повернись живим» |
| Україна         | всюдихідний автомобіль      | всюдихідний автомобіль          | 100  | 28.12.22 стало відомо що Natus Vincere спільно з Акордбанком надали 100 авто для ЗСУ                                                                                        |
| Україна         | Bandvagn 202                | гусеничний всюдихід             | 12   | 02.01.23 стало відомо про постачання волонтерами |
| Україна         | Peugeot P4 Military         | автомобіль                      | 2    | 01.02.23 стало відомо про постачання |
| Україна         | TORSUS                      | повнопривідний мікроавтобус     | —    | 11.02.23 фонд «Повернись живим» представив мобільний пункт управління безпілотників на базі повнопривідного мікроавтобуса                                                   |
| Україна         | ELEEK                       | електробайк                     | 8+   | 25.02.23 стало відомо про постачання |
| Латвія          | LV-TECH                     | квадроцикл                      | 10+  | 25.02.23 стало відомо про постачання |
| Україна         | Peugeot Landtrek            | всюдихідний автомобіль          | 38   | 27.02.23 стало відомо про придбання автомібілів компанією «Київстар» |
| Україна         | Mitsubishi L200             | всюдихідний автомобіль          | 38   | 27.02.23 стало відомо про придбання автомібілів компанією «Київстар» |
| Україна         | Volkswagen T5               | автомобіль                      | 5    | 05.03.23 стало відомо про постачання благодійним фондом Сергія Притули військових у підрозділі Kraken, ДПСУ та 15, 53, 77 бригадах                                          |
| Україна         | Peugeot Landtrek            | всюдихідний автомобіль          | 100  | 17.03.23 фонд «Повернись живим» передав 100 автомобілів для артилерійських бригад ЗСУ                                                                                       |
| Україна         | Mitsubishi L200             | всюдихідний автомобіль          | 100  | 17.03.23 фонд «Повернись живим» передав 100 автомобілів для артилерійських бригад ЗСУ                                                                                       |
| Україна         | Ford F                      | автомобіль                      | 10   | 01.04.23 стало відомо про постачання |
| Україна         | Peugeot Landtrek            | всюдихідний автомобіль          | 15   | 07.04.23 стало відомо про передачу авто бійцям 47 ОМБр |
| Україна         | всюдихідний автомобіль      | всюдихідний автомобіль          | 3    | 09.04.23 стало відомо про передачу авто бійцям 53 окремого стрілецького батальйону                                                                                          |
| США             | Toyota Pick-up              | автомобіль                      | 4+   | 15.04.23 стало відомо про постачання фондом Говарда Баффета |
| Україна         | Peugeot Landtrek            | всюдихідний автомобіль          | 9    | 19.04.23 стало відомо про постачання волонтерами |
| Україна         | Volkswagen T5               | автомобіль                      | 100  | 27.04.23 стало відомо про постачання від організацій NAVI, S.T.A.L.K.E.R. та MK Foundation автомобілів Volkswagen                                                           |
| Україна         | Peugeot Landtrek            | всюдихідний автомобіль          | 44   | 08.05.23 стало відомо про постачання |
| Україна         | всюдихідний автомобіль      | всюдихідний автомобіль          | 20   | 19.05.23 всеукраїнська аграрна рада передала морським піхотинцям ВМС ЗС України понад два десятки позашляховиків                                                            |
| Швеція          | автомобіль                  | автомобіль                      | 200+ | 06.06.23 стало відомо про загальну кількість переданого автотранспорту фондом Blågula bilen                                                                                 |
| Україна         | Kia KM450                   | всюдихідний автомобіль          | 20   | 21.06.23 стало відомо про деталі постачання від фонду Сергія Притули |
| Тайвань         | автомобіль                  | автомобіль                      | 22   | 30.06.23 тайванські волонтери передали спецтехніку для України |
| Естонія         | автомобіль                  | автомобіль                      | 205+ | загальна кількість переданих авто волонтерської організацією help99 станом на 12.07.23                                                                                      |
| Україна         | Хижак                       | багі                            | 11   | 23.08.23 було отримано 11 баггі від волонтерів |
| Україна         | всюдихідний автомобіль      | всюдихідний автомобіль          | 8    | 23.08.23 стало відомо що група «Метінвест» придбала для бригади Нацгвардії «Азов» автотехніку та обладнання                                                                 |
| Україна         | автомобіль                  | автомобіль                      | 100  | 07.09.23 стало відомо що українські кіберспортивні компанії Maincast, NAVI, GSC Game World та благодійний фонд MK Foundation передали авто для ЗСУ                          |
| Україна         | Mitsubishi L200             | всюдихідний автомобіль          | 10   | 08.09.23 стало відомо що ЗСУ отримали 10 комплектів для розмінування від «Повернись живим»                                                                                  |
| Україна         | багі                        | багі                            | 37   | 13.09.23 стало відомо що група «Метінвест» передала 37 багі Збройним Силам                                                                                                  |
| Україна         | Peugeot Landtrek            | всюдихідний автомобіль          | 15   | 25.09.23 стало відомо що фонд «Повернись живим» забезпечив 15 інженерно-саперних груп ЗСУ засобами для розмінування                                                         |
| Україна         | Mitsubishi L200             | всюдихідний автомобіль          | 15   | 23.10.23 бригада НГУ «Азов» отримала 15 пікапів від фонду «Повернись живим»                                                                                                 |
| Україна         | Mitsubishi L200             | всюдихідний автомобіль          | 45   | 30.10.23 Київська область передала для мобільних вогневих груп ППО обладнані турелями позашляховики зі спеціальним обладнанням                                              |
| Україна         | Mitsubishi L200             | всюдихідний автомобіль          | 25   | 03.11.23 25 інженерно-саперних груп Командування Сил підтримки ЗСУ отримали пікапи й обладнання для розмінування від фонду «Повернись живим»                                |
| Україна         | Mitsubishi L200             | всюдихідний автомобіль          | 20   | 07.11.23 20 інженерно-саперних груп Командування Сил підтримки ЗСУ отримали пікапи й обладнання для розмінування від фонду «Повернись живим»                                |
| Україна         | ELEEK                       | електробайк                     | —    | 25.02.23 стало відомо що українським розвідникам з десантно-штурмових військ передали партію нових електробайків ELEEK                                                      |
| Латвія          | Bandvagn 202                | гусеничний всюдихід             | 4    | 16.11.23 стало відомо що SOS palīdzība Ukrainai за підтримки латиської громади в Чикаго передала Україні гусеничні всюдиходи Bandvagn                                       |
| Україна         | Mitsubishi L200             | всюдихідний автомобіль          | 15   | 20.12.23 стало відомо що фонд «Повернись живим» передав 15 позашляховиків для 22 ОМБр                                                                                       |
| Україна         | Peugeot Landtrek            | всюдихідний автомобіль          | 8    | 24.12.23 стало відомо що фонд «Повернись живим» передав 8 позашляховиків для авіаторів ВМС                                                                                  |
| Україна         | мікроавтобус                | мікроавтобус                    | —    | 01.01.24 стало відомо про постачання |
| Україна         | Mitsubishi L200             | всюдихідний автомобіль          | 11   | 22.01.24 стало відомо що фонд «Повернись живим» разом з «Укрнафтою» укомплектувала технікою та автомобілями мобільні вогневі групи                                          |
| Україна         | Toyota Land Cruiser 78      | автомобіль швидкої допомоги     | 7    | 24.01.24 стало відомо про постачання вд фонду «Повернись живим» спільно з Tabletki.ua                                                                                       |
| Україна         | Mitsubishi L200             | всюдихідний автомобіль          | 20   | 27.01.24 82 ОДШБр отримала 20 пікапів, БПЛА, РЕБ та інше обладнання від фонд допомоги армії «Повернись живим» та компанії «Укрнафта»                                        |
| Україна         | Mitsubishi L200             | всюдихідний автомобіль          | 146  | 28.02.24 фонд «Повернись живим» забезпечив 146 саперних груп ЗСУ автомобілями та комплектами для розмінування                                                               |
| Україна         | Volkswagen Transporter T6   | автомобіль                      | 50   | 01.03.24 благодійний фонд MK Foundation передав державній прикордонній службі України 50 мікроавтобусів                                                                     |
| Естонія         | Sisu Nasu                   | гусеничний всюдихід             | —    | 17.03.24 волонтери з естонського фонду працюють над оснащенням українських військових всюдиходами Sisu Nasu                                                                 |
| Україна         | Peugeot Landtrek            | всюдихідний автомобіль          | 79   | 20.03.24 фонд допомоги армії «Повернись живим» разом із компанією «Укрнафта» передали новоствореним зенітно-кулеметним батальйонам 79 пікапів                               |
| Україна         | Mitsubishi L200             | всюдихідний автомобіль          | 79   | 20.03.24 фонд допомоги армії «Повернись живим» разом із компанією «Укрнафта» передали новоствореним зенітно-кулеметним батальйонам 79 пікапів                               |
| Україна         | Mitsubishi L200             | всюдихідний автомобіль          | 0/70 | у рамках збору від фонду «Повернись живим» та компанія ОККО для десантно-штурмових військ що розпочався 1 лютого 2024                                                       |
| Україна         | Peugeot Landtrek            | всюдихідний автомобіль          | 22   | фонд «Повернись живим» разом з «Укрнафтою» передали партію позашляховиків Peugeot силам протиповітряної оборони                                                             |
| Україна         | Mitsubishi L200             | всюдихідний автомобіль          | 31   | 30.04.24 фонд «Повернись живим» у квітні передав понад тридцять нових позашляховиків бригадам Збройних Сил України                                                          |
| Україна         | Peugeot Landtrek            | всюдихідний автомобіль          | 31   | 30.04.24 фонд «Повернись живим» у квітні передав понад тридцять нових позашляховиків бригадам Збройних Сил України                                                          |
| Україна         | Peugeot Landtrek            | всюдихідний автомобіль          | 14   | 21.06.24 фонд «Повернись живим» передав мобільним вогневим групам НГУ позашляховики                                                                                         |
| Україна         | Mitsubishi L200             | всюдихідний автомобіль          | 25   | 01.07.24 воїни повітряного командування «Південь» Повітряних Сил Збройних Сил України отримали 25 нових пікапів                                                             |
| Україна         | ТДС                         | екскаватор                      | 3    | 02.07.24 благодійні організації «Фонд Порошенка» та «Справа громад» спільно передали військовим тактичну та спеціальну техніку для українських військових                   |
| Україна         | квадроцикл                  | квадроцикл                      | 27   | 02.07.24 благодійні організації «Фонд Порошенка» та «Справа громад» спільно передали військовим тактичну та спеціальну техніку для українських військових                   |
| Україна         | Volkswagen                  | командний пункт управління БпЛА | 5    | 05.07.24 морська піхота отримала 5 мобільних пунктів БпЛА, які передали в межах спільного проєкту фонду «Повернись живим» і групи компаній VIDI під назвою «Драйв розвідки» |
| Україна         | Mitsubishi L200             | всюдихідний автомобіль          | 40   | 09.07.24 благодійний фонд Сергія Притули разом із компанією «Укрнафта» передали 40 пікапів військовим на запорізькому напрямку                                              |
| Україна         | Volkswagen T5               | мікроавтобус                    | 20   | 20.07.24 благодійники з MK Foundation передали українським розвідникам партію фургонів                                                                                      |
| Велика Британія | автомобіль                  | автомобіль                      | 20   | 01.08.24 британські волонтери передали автомобілі для гвардійців та прикордонників                                                                                          |
| Україна         | мікроавтобус                | мікроавтобус                    | 100  | 09.08.24 благодійний фонд MK Foundation передав Державній прикордонній службі України 100 вантажних мікроавтобусів                                                          |
| Україна         | Isuzu                       | мобільний пункт управління ППО  | 10   | 10.08.24 Українські Повітряні Сили отримали 10 рухомих пунктів управління для підсилення протиповітряної оборони                                                            |
| Україна         | Peugeot Landtrek            | всюдихідний автомобіль          | 7    | 12.08.24 дві бригади Десантно-штурмових військ ЗСУ отримали комплекси розвідки та знищення «Пульстрон», серед яких позашляховики                                            |
| Україна         | квадроцикл                  | квадроцикл                      | 6+   | 22.08.24 Петро Порошенко передав велику партію допомоги воїнам Сил оборони України                                                                                          |
| Україна         | Mitsubishi L200             | мобільна автомайстерня          | 1    | 04.09.24 112 бригада ТрО отримала мобільну автомайстерню від благодійників                                                                                                  |
| Україна         | Isuzu                       | мобільний пункт управління ППО  | 10   | 12.09.24 благодійники передали Повітряним Силам мобільні пункти управління                                                                                                  |
| Україна         | всюдихідний автомобіль      | всюдихідний автомобіль          | 20   | 27.09.24 співачка Ірина Федишин передала військовим 262 автівки |
| Україна         | всюдихідний автомобіль      | всюдихідний автомобіль          | 10   | 23.10.24 Вінницька громада передала українським воїнам 10 позашляховиків для посилення можливостей протиповітряної оборони                                                  |
| Україна         | мікроавтобус                | мікроавтобус                    | 16   | 29.10.24 Сили оборони України отримали 16 пунктів керування БпЛА від фонду «Повернись живим»                                                                                |
| Велика Британія | всюдихідний автомобіль      | всюдихідний автомобіль          | 38   | 03.11.24 британські фермери передали на потреби Збройних Сил України 38 позашляховиків                                                                                      |
| Велика Британія | всюдихідний автомобіль      | всюдихідний автомобіль          | 26   | 23.11.24 британські фермери передали на потреби Сил оборони України 26 позашляховиків у межах благодійної акції Pickups for Peace                                           |
| Чехія           | автомобіль швидкої допомоги | автомобіль швидкої допомоги     | 11   | 26.11.24 Сили оборони України отримали 11 карет швидкої від чеської неурядової організації Post Bellum                                                                      |
| —               | Snatch Land Rover           | всюдихідний автомобіль          | 26   | благодійники передали Державній спеціальній службі транспорту 26 бронеавтомобілів Snatch Land Rover                                                                         |
| —               | снігоход                    | снігоход                        | —    | 18.12.24 прикордонники отримали снігоходи, квадроцикли та мотоцикли від благодійників                                                                                       |
| —               | квадроцикл                  | квадроцикл                      | —    | 18.12.24 прикордонники отримали снігоходи, квадроцикли та мотоцикли від благодійників                                                                                       |
| —               | мотоцикл                    | мотоцикл                        | —    | 18.12.24 прикордонники отримали снігоходи, квадроцикли та мотоцикли від благодійників                                                                                       |
| —               | всюдихідний автомобіль      | всюдихідний автомобіль          | 6    | 24.12.24 стало відомо про передачу техніки від Петра Порошенка |
| Україна         | Toyota Hilux                | всюдихідний автомобіль          | 40   | 24.01.25 передано гранатомети, пікапи, дрони і РЕБ від фонду «Повернись живим» та ЛМР                                                                                       |
| Велика Британія | всюдихідний автомобіль      | всюдихідний автомобіль          | 160  | станом на 27.01.25 британські волонтери «Driving Ukraine» передали понад 160 автомобілів                                                                                    |
| Велика Британія | мікроавтобус                |                                 | 160  | станом на 27.01.25 британські волонтери «Driving Ukraine» передали понад 160 автомобілів                                                                                    |
| Україна         | Toyota                      | всюдихідний автомобіль          | 3    | 03.02.25 53 бригада ЗСУ отримала медеваки від фонду «Повернись живим» |
| Велика Британія | всюдихідний автомобіль      | всюдихідний автомобіль          | 35   | 26.02.25 британські волонтери у межах благодійної акції Pickups for Peace передали 35 пікапів                                                                               |
| Україна         | мікроавтобус                | мікроавтобус                    | 26   | 01.03.25 всеукраїнська аграрна рада передала на потреби Збройних Сил України 26 автомобілів                                                                                 |
| Україна         | всюдихідний автомобіль      | всюдихідний автомобіль          | 20   | 11.03.25 Вінниця передала 20 пікапів для груп ППО, що збивають «Шахеди» |
| Україна         | всюдихідний автомобіль      | всюдихідний автомобіль          | 20   | 12.03.25 десантники отримали 20 авто від українських аграріїв |
| Україна         | автомобіль                  | автомобіль                      | 570  | станом на 12.03.25 в межах проєктeу «ГеройCar» від 2022 року передали понад 570 авто                                                                                        |
| Україна         | всюдихідний автомобіль      | всюдихідний автомобіль          | 100  | 16.03.25 cпівачка Ірина Федишин закупила для ЗСУ 100 автівок |
| Україна         | Peugeot Landtrek            | всюдихідний автомобіль          | 28   | 17.03.25 стало відомо про передачу фондом «Повернись живим» |
| Україна         | квадроцикл                  | квадроцикл                      | 50   | 20.03.25 українські військові отримали 50 квадроциклів від фонду «Повернись живим»                                                                                          |
| Велика Британія | всюдихідний автомобіль      | всюдихідний автомобіль          | 23   | 29.03.25 волонтери з Великої Британії передали ще 23 позашляховики для фронту                                                                                               |
| Україна         | всюдихідний автомобіль      | всюдихідний автомобіль          | 30   | 02.04.25 бригада «Холодний Яр» отримала від мерії Львова та благодійників транспорт                                                                                         |
| Україна         | квадроцикл                  |                                 | 30   | 02.04.25 бригада «Холодний Яр» отримала від мерії Львова та благодійників транспорт                                                                                         |
| Україна         | Peugeot                     | мікроавтобус                    | 10   | 22.04.25 благодійний фонд «Повернись живим» передав 10 мікроавтобусів |
| Україна         | Toyota                      | всюдихідний автомобіль          | 16   | 02.05.25 стало відомо що фонд «Повернись живим» придбав для військових 16 кейсеваків                                                                                        |
| Україна         | багі                        | багі                            | 11   | 09.05.25 волонтери передали 11 високопрохідних багі десантникам 97 ОМБр |
| Україна         | всюдихідний автомобіль      | всюдихідний автомобіль          | 9    | 14.05.25 фонд «Повернись живим» передав Повітряним силам технічне обладнання                                                                                                |
| Україна         | мікроавтобус                | мікроавтобус                    | 7    | 14.05.25 фонд «Повернись живим» передав Повітряним силам технічне обладнання                                                                                                |
| Україна         | Volkswagen T5               | мікроавтобус                    | 15   | 04.06.25 українські аграрії передали мікроавтобуси для 3-ї штурмової |
| Україна         | квадроцикл                  | квадроцикл                      | 92   | 20.06.25 Петро Порошенко передав військовим 92 квадроцикли |
| Україна         | всюдихідний автомобіль      | всюдихідний автомобіль          | 28   | фонд «Повернись живим» та Нова пошта передала 28 автомобілів |
| Україна         | мікроавтобус                |                                 | 28   | фонд «Повернись живим» та Нова пошта передала 28 автомобілів |
| Україна         | квадроцикл                  | квадроцикл                      | 42+  | 27.06.25 Петро Порошенко передав для військових інженерну та бойову техніку                                                                                                 |
| Україна         | Nissan Navara               | всюдихідний автомобіль          | 14   | 23.07.25 воїни 39 ОБрБО отримали автомобілі та засоби РЕБ від фонду «Повернись живим»                                                                                       |
| Україна         | вантажний автомобіль        |                                 | 14   | 23.07.25 воїни 39 ОБрБО отримали автомобілі та засоби РЕБ від фонду «Повернись живим»                                                                                       |
| —               | всюдихідний автомобіль      | всюдихідний автомобіль          | 30   | 18.07.25 стало відомо про постачання волонтерами автотранспорту військовим                                                                                                  |
| —               | мікроавтобус                |                                 | 30   | 18.07.25 стало відомо про постачання волонтерами автотранспорту військовим                                                                                                  |
| Україна         | Fiat                        | всюдихідний автомобіль          | 3    | 07.08.25 фонд «Повернись живим» передав озброєння для 125 ОВМБр |

### Інше
Протягом 2023 року благодійний фонд Vector Optical Laboratory (VOL) безоплатно відремонтував 2546 приладів для армії, і 3272 протягом першого півріччя 2024 року. 10 січня 2024 року було опубліковано інформацію про те як власники ренійських компаній обʼєдналися для посилення протиповітряної оборони портів Дунаю.
| назва | назва                        | тип                                       | к-ть | подробиці |
| --- | ---------------------------- | ----------------------------------------- | ---- | --- |
| Україна | ICEYE                        | супутник                                  | 1    | 18.08.22 стало відомо про придбання волонтерами супутника та сервісів ICEYE                                                                                      |
| Україна | ХИВУС-10                     | катер на повітряній подушці               | 1    | 15.10.22 ФК «Динамо» передав українським прикордонникам катер |
| Литва | —                            | безпілотний надводний апарат              | 3+   | про придбання литовськими волонтерами стало відомо 17.11.22 |
| Угорщина | генератор                    | генератор                                 | 13   | 20.12.22 стало відомо про постачання волонтерами з Угорщини |
| США | MV-10                        | дистанційно-керована машина розмінування  | —    | 15.04.23 стало відомо про постачання фондом Говарда Баффета |
| США | MV-14                        | дистанційно-керована машина розмінування  | —    | 15.04.23 стало відомо про постачання фондом Говарда Баффета |
| США | мінно-пошукові собаки        | мінно-пошукові собаки                     | —    | 15.04.23 стало відомо про постачання фондом Говарда Баффета |
| США | DOK-ING MV-4                 | дистанційно-керована машина розмінування  | 1    | 25.04.23 стало відомо про постачання фондом Говарда Баффета |
| США | MV-10                        | дистанційно-керована машина розмінування  | 1    | 25.04.23 стало відомо про постачання фондом Говарда Баффета |
| Україна | десантний човен              | десантний човен                           | 20   | 22.06.23 стало відомо про плани постачання від фонду Сергія Притули                                                                                              |
| США | модульний міст               | модульний міст                            | 9    | 27.06.23 стало відомо про постачання від CDF та фонду Говарда Баффета                                                                                            |
| Словаччина | Bozena-5                     | машина для розмінування                   | 1    | 04.07.23 стало відомо про збір коштів волонтерами |
| Україна | RATEL                        | наземний дрон                             | —    | 24.07.23 стало відомо що розвідників озброїли наземними дронами RATEL                                                                                            |
| 26.07.23 стало відомо що українські інженери в рамках ініціативи випробовують обладнання для постановки радіоелектронних перешкод (РЕБ) проти ворожих дронів-камікадзе |                              |                                           |      | |
| Польща | Wiktoria                     | бронеконтейнер                            | 1    | 24.08.23 стало відомо що польська компанія Jakusz подарує бронеконтейнер Wiktoria українським саперам                                                            |
| Україна | мобільна ремонтна станція    | мобільна ремонтна станція                 | 4    | 04.09.23 стало відомо що у фонді «Повернись живим» готують ще 4 мобільні майстерні для західних бронемашин ЗСУ                                                   |
| Чехія | Bozena-5                     | машина для розмінування                   | 1    | 21.09.23 стало відомо що волонтери з Чехії зібрали кошти на покупку Bozena-5 для України                                                                         |
| Україна | Sea Force 1100               | катер                                     | —    | 10.10.23 стало відомо що ГУР замовило у благодійників човни Sea Force 1100                                                                                       |
| Україна | THeMIS                       | роботизований комплекс медичної евакуації | 1    | 02.11.23 стало відомо постачання |
| Україна | мобільний комплекс РЕБ       | мобільний комплекс РЕБ                    | —    | 06.11.23 стало відомо про постачання волонтерами |
| Україна | моторний човен               | моторний човен                            | —    | 24.11.23 стало відомо що Українські Сили оборони отримали від благодійників човни для операцій на лівобережжі Херсонщини                                         |
| Україна | моторний човен               | моторний човен                            | 180  | 17.12.23 стало відомо про постачання волонтерами |
| Україна | MAN                          | мобільна ремонтна станція                 | —    | 02.01.24 стало відомо що для військових розробили нову мобільну майстерню                                                                                        |
| Україна | мобільний комплекс РЕБ       | мобільний комплекс РЕБ                    | 100  | 05.01.24 про постачання волонтерами |
| Україна | моторний човен               | моторний човен                            | 61   | 25.12.23 стало відомо що Одеська громада передала підрозділам, які підпорядковані Регіональному управлінню Сил тероборони «Південь» моторні човни                |
| Чехія | UGV                          | роботизована платформа                    | 1    | 08.01.24 стало відомо про безкоштовне постачання від виробника Isolit-Bravo                                                                                      |
| Україна | переносний прожектор для ППО | переносний прожектор для ППО              | 200  | 15.01.24 стало відомо що фонд компетентної допомоги армії «Повернись живим» передав 200 прожекторів мобільним групам ППО Державної спеціальної служби транспорту |
| Україна | «SeaBaby»                    | безпілотний надводний апарат              | 0/30 | 22.02.24 стало відомо що фонд United24 та низка українських благодійників розпочали збір коштів на 35 ударних морських дронів Sea Baby для СБУ                   |
| 19.03.24 благодійний фонд Сергія Притули передав Держспецтрансслужбі обладнання для розмінування Харківщини                                                            |                              |                                           |      | |
| Україна | «Шатро 50-1М»                | система РЕБ                               | 48   | 09.06.24 народний депутат України Петро Порошенко передав на потреби військових окопні станції радіоелектронної боротьби «Шатро»                                 |
| Україна | CB90                         | швидкісний броньований десантний катер    | 3    | 24.06.24 благодійники оснастили українське Головне управління розвідки броньованими катерами CB90                                                                |
| Україна | «ШаРись»                     | роботизована наземна платформа            | 0/60 | благодійний фонд Сергія Притули відкрив збір на бойові наземні дрони                                                                                             |
| Україна | швидкісний катер             | швидкісний катер                          | 1    | 15.08.24 воїни ГУР Міноборони одержали від волонтерів бойовий катер українського виробництва                                                                     |
| Україна | металошукач                  | металошукач                               | —    | 31.08.24 державна спеціальна служба транспорту нещодавно отримала металошукачі та автомобіль від благодійників                                                   |
| Україна | «Тарган»                     | багатоцільовий логістичний робот          | —    | 28.09.24 стало відомо що у рамках проєкту «Нам тут жити 2.0» будуть закуплені 64 багатоцільових логістичних роботів «Тарган» для допомоги саперам                |
| Україна | автомобіль швидкої допомоги  | автомобіль швидкої допомоги               | 25   | 09.10.24 фундація Олени Зеленської передала центрам екстреної медичної допомоги та медицини катастроф 25 автомобілів швидкої допомоги                            |
| Україна | машина для розмінування      | машина для розмінування                   | 1    | 15.10.24 АТ «Укрпошта» придбала для українських рятувальників машину розмінування з системою дистанційного керування                                             |
| Україна | «Веприк»                     | роботизована наземна платформа            | 8    | 18.10.24 стало відомо що благодійники передали 93-й окремій механізованій бригаді «Холодний Яр» вісім наземних платформ                                          |
| Україна | Т12                          | швидкісний катер                          | 1    | 21.10.24 головне управління розвідки Міністерства оборони України отримало від благодійників швидкісний катер українського виробництва                           |
| Україна | «Шатро 50-1М»                | система РЕБ                               | 16   | 23.10.24 Петро Порошенко передав Силам оборони нову партію різного обладнання на 46.5 млн гривень                                                                |
| Україна | «Рись»                       | роботизована наземна платформа            | 9    | 30.10.24 благодійний фонд Сергія Притули передав українським військовим партію дистанційно керованих наземних платформ                                           |
| Україна | TDC 105                      | екскаватор                                | 12   | 10.11.24 Петро Порошенко передав Силам оборони України дванадцять екскаваторів, захищених засобами радіоелектронної протидії                                     |
| Україна | «Шатро 50-1М»                | система РЕБ                               | 10   | 19.11.24 воїни 38 ОБрМП отримали 10 комплексів радіоелектронної боротьби від благодійників                                                                       |
| Україна | «Ай-Петрі»                   | система РЕБ                               | 90   | відомо про постачання 90 комплексів протягом 2024 року |
| Україна | Т12                          | швидкісний катер                          | 1    | 16.02.25 благодійники передали ГУР швидкісний катер |
| Україна | «Терміт»                     | гусеничний дрон                           | 28   | 17.03.25 стало відомо про передачу фондом «Повернись живим» |
| Україна | «Тарган»                     | багатоцільовий логістичний робот          | 64   | 17.03.25 стало відомо про передачу фондом «Повернись живим» |
| Україна | MAGURA V7                    | безпілотний надводний апарат              | —    | 13.06.25 підрозділ ГУР МО отримав новітній морський дрон Magura V7 від благодійників                                                                             |